# Vincas Jurgutis
Vincas Jurgutis (* 14. September 1986 in Vilnius) ist ein litauischer liberaler Politiker,  Vizeminister und stellvertretender Wirtschaftsminister Litauens.

## Leben
Nach dem Abitur 2005 am Gymnasium in Šeškinė in der litauischen Hauptstadt Vilnius war Vincas Jurgutis als Projekt-Manager tätig, unter anderem von 2006 bis 2017 für die liberale Partei Lietuvos Respublikos liberalų sąjūdis. Er studierte an der Vilniaus universitetas, wo er 2018 mit dem Bachelor of Business Management and Administration abschloss.
Von 2015 bis 2019 war er Mitglied im Rat der Stadtgemeinde Vilnius. Bei der Parlamentswahl in Litauen 2020 war er Kandidat zum 13. Seimas im Wahlbezirk Antakalnis. Seit 2020 ist Vincas Jurgutis stellvertretender Wirtschaftsminister Litauens und Stellvertreter von Aušrinė Armonaitė im Kabinett Šimonytė.
Vincas Jurgutis war Mitglied der Lietuvos Respublikos liberalų sąjūdis. Er ist Mitglied der Laisvės partija.
Vincas Jurgutis ist geschieden und hat zwei Kinder.